# 斯特凡·赫尔
斯特凡·瓦爾特·赫尔（德語：Stefan Walter Hell，1962年12月23日—），生于罗马尼亚阿拉德，德国物理学家、马克斯·普朗克生物物理化学研究所所长之一。
2014年，因「研制出超分辨率螢光顯微镜」，與艾力克·貝齊格、威廉·莫尔纳尔共同獲得諾貝爾化學獎。

## 生平
斯特凡·赫尔于1981年进入德国海德堡大学学习，并于1990年获得海德堡大学物理学博士学位。博士论文导师是固体物理学家Siegfried Hunklinger。论文题目是“透明微结构的共聚焦显微镜成像”。
1991年至1993年，赫尔在位于德国海德堡的欧洲分子生物学实验室从事研究工作。1993年至1996年在芬兰图尔库大学的物理医学系从事研究工作。在芬兰工作期间，赫尔发明了STED显微镜，是超高精度显微技术的一大突破。
1993年至1994年的六个月间，赫尔是英国牛津大学的访问科学家。1996年，赫尔被授予海德堡大学教授资格（habilitation）。1997年，赫尔迁往哥廷根，成为马克斯·普朗克学会在哥廷根的生物物理化学研究所的研究员。 2003年至今，赫尔也是位于海德堡的德国癌症研究中心高分辨率光学显微技术部门的主任。2004年起赫尔成为哥廷根大学物理系的荣誉教授。

## 荣誉
- 2002年，德国雷宾赫激光技术奖。
- 2008年，戈特弗里德·威廉·莱布尼茨奖（德国科学技术最高奖）。
- 2008年，哈恩奖。
- 2014年，诺贝尔化学奖[3]。